# Contea di Sclafani Pinot bianco
Il Contea di Sclafani Pinot bianco è un vino DOC la cui produzione è consentita nelle province di Agrigento, Caltanissetta e Palermo.

## Caratteristiche organolettiche
- colore: giallo paglierino più o meno intenso
- odore: fine delicato
- sapore: armonico, rotondo

## Produzione
Provincia, stagione, volume in ettolitri
- nessun dato disponibile